# 濵田悦生
濵田 悦生（はまだ えつお）は、日本の数理科学・統計学者。データサイエンティスト。大阪工業大学情報科学部データサイエンス学科教授。理学博士（大阪大学）。国際数理科学協会(ISMS)年会担当理事。元日本統計学会企画・行事委員会委員。元日本数学会統計分科会運営委員。日本行動計量学会第47回大会実行委員。
主な専門は、データサイエンス・データマイニング、統計学・数理科学、プログラミング（特にRなど） 。

## 来歴
1990年京都大学理学部数学科卒業。1997年大阪大学大学院基礎工学研究科博士後期課程修了後（理学博士）、2003年より大阪大学大学院基礎工学研究科にて、システム創成専攻特任教授まで務め、2021年大阪工業大学情報科学部データサイエンス学科教授。
また、社会人向け「AIデータサイエンス・リカレント教育プログラム」（2021年度から大阪工業大学大学院情報科学研究科で開講）で、講師も担当している。

## 主な受賞
- 1998年 日本数理科学協会清水賞
- 2005年 大阪大学共通教育賞（平成16年度第2学期）
- 2011年 大阪大学功績賞（社会・国際貢献部門）

## 主な著書
- データサイエンスの基礎（講談社サイエンティフィック 2019 ISBN 9784065170007）
- 統計学辞典（共立出版 2010、共著 ISBN 9784320019393）
- Rで学ぶデータマイニングI（オーム社 2008 ISBN 9784274067464）
- Rで学ぶデータマイニングII（オーム社 2008 ISBN 9784274067471）

## 主な研究
- 統計的情報量損失における曲指数型分布族の構造研究
- 自己回帰モデルにおける情報量損失の抽出ファクターについて
- 曲指数型分布族の軸確率密度関数における情報量損失構造の研究
- レニー・ダイバージェンスに対する多層融合化規準への拡張と議員定数問題への応用
- COVID-19のオープンデータを用いた時系列解析による政策等の影響分析と教育化

主な国際会議での発表は、
- International Statistical Institute Regional Statistics Conference 2014 “Statistical Science for a Better Tomorrow” (マレーシア)：「Objective priors for the zero-inflated model 」「A Criterion on Apportionment Methods Minimizing the Renyi’s Divergence 」
- IASC-ARS 2015 (シンガポール国立大学)：「The median estimator of quantile regression」
- The 2017 IASC- ARS/NZSA Conference (オークランド大学)：「Nonparametric causal inference by the kernel method 」